# Ansonia jeetsukumarani
Ansonia jeetsukumarani is een kikker die behoort tot de familie van de padden (Bufonidae). De soort werd voor het eerst wetenschappelijk beschreven door Perry L. Wood Jr., L. Lee Grismer, Norhayati Ahmad en Juliana Senawi in 2008.
De soort is endemisch in Maleisië, meer bepaald in het Titiwangsa-gebergte op het schiereiland Malakka. Ze leeft in de gesloten wouden op de heuvels (boven 1000 m hoogte), in en nabij kleine riviertjes. Ze broedt waarschijnlijk in de rivieren. A. jeetsukumarani is wellicht een zeldzame soort, maar er is nog niet veel bekend over de verspreiding ervan. Op de Rode Lijst van de IUCN heeft ze daarom de status DD (data deficient, onzeker) gekregen.
De naam jeetsukumarani is een eerbetoon aan Jeet Sukumaran, een evolutionair bioloog met verschillende publicaties over de herpetofauna van het schiereiland.